# Boris Koch
Boris Koch (* 29. Januar 1973 in Augsburg) ist ein deutscher Schriftsteller und Comicautor, der hauptsächlich Werke der Jugendliteratur und Phantastik veröffentlicht.

## Auszeichnungen
- 2005 Nyctalus-Preis in der Kategorie Kurzgeschichte für seine Erzählung Im Monsterzoo
- 2008 Hansjörg-Martin-Preis für seinen Jugendroman Feuer im Blut. Beltz und Gelberg, Weinheim 2007.
- 2012 Der Drachenflüsterer - Das Verlies der Stürme auf der Longlist für den Phantastik-Literaturpreis Seraph
- 2013 Jugendbuch des Monats der Deutschen Akademie für Kinder- und Jugendliteratur für Vier Beutel Asche. Heyne, München 2012.
- 2021 Dornenthron auf der Longlist für den Phantastik-Literaturpreis Seraph[2].
- 2021 Die Schöne und die Biester nominiert für den Krefelder Preis für Fantastische Literatur.
- 2023 Krefelder Preis für Fantastische Literatur für Das Schiff der verlorenen Kinder 1: Nr. 4213, Splitter Verlag, Bielefeld 2021[3].

## Kurzbiographie
Koch wuchs auf dem Land südlich von Augsburg auf und absolvierte seinen Zivildienst in einer Kinderpsychiatrie. Nach einem abgebrochenen Studium der Alten Geschichte und neueren deutschen Literatur in München sowie Tätigkeiten als Kulturredakteur lebte er seit 2000 als freier Autor in Berlin und ab 2015 in Leipzig. Erste Veröffentlichung von Kurzgeschichten und Erzählungen ab 1993 in diversen Anthologien und Magazinen. Zudem ist er der Inhaber des auf Phantastik spezialisierten Verlages Medusenblut. Er ist Mitinitiator der phantastischen Lesebühne Das StirnhirnhinterZimmer, textet auch Comics und ist liiert mit der Autorin Kathleen Weise.

## Werke
- mit Jörg Bartscher-Kleudgen: 365 Grad. phantastischer Abenteuerroman. Goblin Press, 1997.
- Hirnstaub. Erzählungen. Goblin Press/Edition Medusenblut, 1998.
- Poteideia. 3 phantastische Erzählungen. Edition Medusenblut, 1997.
- Der Tote im Maisfeld. phantastische Erzählungen. Medusenblut, 2001, ISBN 3-935901-00-3.
- mit Christian von Aster:  Das goldene Kalb – Die 10 Gebote des Fortschritts. Science Fiction Erzählungen. Midas/Edition Medusenblut/FKSFL, 2001, ISBN 3-935901-01-1.
- mit Christian von Aster: Bald. Science Fiction Erzählungen.Midas/EditionMedusenblut, 2002, ISBN 3-935901-04-6.
- Dionysos tanzt. Erzählungen. Edition Medusenblut, 2003, ISBN 3-935901-05-4.
- Der Mann ohne Gesicht – Hundert unglaubliche Geschichten. Erzählungen/Großstadtlegenden. FESTA Verlag 2004, ISBN 3-935822-87-1.
- Der adressierte Junge. Erzählungen, ISBN 3-935822-87-1, 2005, Eloy Edictions
- Der Schattenlehrling, Shadowrun Roman, ISBN 3-89064-482-1, 2006, FanPro
Nachdruck, ISBN 978-3-453-52493-4, 2008, Heyne
- StirnhirnhinterZimmer. gemeinsam mit Christian von Aster und Markolf Hoffmann, August 2007, Medusenblut, Berlin
- Feuer im Blut. Jugendkrimi, ISBN 978-3-407-74053-3, Oktober 2007, Beltz
- Die Anderen. Die große Orks-Elfen-Zwerge-Troll-Parodie (als Boris B. B. B. Koch), ISBN 978-3-453-52378-4, Dezember 2007, Heyne TB
- 300 kBYTE Angst. Jugendkrimi, ISBN 978-3-407-74096-0, Oktober 2008, Beltz
- Der Drachenflüsterer. Fantasy-Roman, ISBN 978-3-453-52492-7, Dezember 2008, Heyne TB
- Der Königsschlüssel. Fantasy-Roman zusammen mit Kathleen Weise, 2009, ISBN 978-3-453-52534-4, Heyne
- Gebissen. Vampirroman, ISBN 978-3-453-52568-9, September 2009, Heyne TB
- Der Drachenflüsterer – Der Schwur der Geächteten. Fantasy-Roman, ISBN 978-3-453-52620-4, April 2010, Wilhelm Heyne Verlag (München)
- Der Drachenflüsterer – Das Verlies der Stürme. Fantasy-Roman, ISBN 978-3-453-26724-4, März 2011, Heyne Verlag (München)
- Weihnachten im StirnhirnhinterZimmer. gemeinsam mit Christian von Aster und Markolf Hoffmann, Oktober 2010, ISBN 978-3-935901-15-4, Medusenblut, Berlin
- Rückkehr ins StirnhirnhinterZimmer. gemeinsam mit Christian von Aster und Markolf Hoffmann, 2011, ISBN 978-3-939239-09-3, UBooks
- Sabotage. Science Fiction im Justifiers Universum, ISBN 978-3-453-52817-8, 2012, Heyne
- Vier Beutel Asche. Roman, ISBN 978-3-453-26834-0, 2012, Heyne
- Das Kaninchenrennen. Roman, ISBN 978-3-453-26940-8, 2014, Heyne fliegt
- Die Mondschatzjäger. Roman, ISBN 978-3-453-27046-6, 2016, Heyne fliegt
- Der Drachenflüsterer - Die Feuer von Arknon. Fantasy-Roman, Mai 2017, Heyne fliegt
- Dornenthron. Roman, ISBN 978-3-426-52494-7, März 2020, Knaur
- Das Camp der Unbegabten. Roman, ISBN 978-3-522-20263-3, März 2021, Thienemann
- Narrenkrone. Roman, ISBN 978-3-426-52678-1, Mai 2021, Knaur
- Der Drachenflüsterer – Das Lied der Toteneiche. Fantasy-Roman, August 2022, Heyne fliegt
- Moorläufer – Im Reich des letzten Drachen. Roman, ISBN 978-3-426-52910-2, Mai 2023, Knaur

Die ersten drei Drachenflüsterer Romane sowie Der Königsschlüssel und Vier Beutel Asche sind auch als Taschenbuch erschienen. Die ersten drei Drachenflüsterer-Romane zudem als Sammelband Die Drachenflüsterer-Saga. Die Mondschatzjäger und Das Kaninchenrennen wurden neu aufgelegt in der Edition Roter Drache.

### Comics
- Die Schöne und die Biester. Zeichnungen & Farben: Frauke Berger, Splitter, Februar 2020
- Das Schiff der verlorenen Kinder 1: Nr. 4213. Zeichnungen & Farben: Frauke Berger, Splitter, Dezember 2021
- Das Schiff der verlorenen Kinder 2: Kanonenfutter. Zeichnungen & Farben: Frauke Berger, Splitter, Oktober 2022

### Beiträge in Anthologien
- Martin. In: Jörg Kleudgen (Hrsg.): Der Alp. Goblin Press, 1993.
- Howard. In: Jörg Kleudgen (Hrsg.): Arkham und andere Orte des Grauens. Goblin Press, 1998.
- Das Schwarztee-Opfer. In: Malte S. Sembten, Michael Marrak (Hrsg.): Der agnostische Saal. (= Schriftenreihe Maldoror). 1998, ISBN 3-00-002477-8.
- Spiegel. In: Jörg Kleudgen (Hrsg.): Liber XIII und andere unerwünschte Nachlässe. Goblin Press, 1999.
- Strafversetzt. In: Freundeskreis SF Leipzig (Hrsg.): Von kommenden Schrecken – Programmbuch zum Elstercon 2000. FKSFL 2000.
- Auf geht’s. In: Monika Wunderlich, Klaus Bielefeld (Hrsg.): Heiligabend mit Cher. Virpriv Verlag / Klaus Bielefeld Verlag, 2000, ISBN 3-9806292-4-4.
- Aus den Reisenotizen des Jonathan Mommsen. In: Monika Wunderlich (Hrsg.): Tod eines Satanisten. Band 1, VirPriv Verlag, 2001, ISBN 3-935327-13-7.
- Das Kästchen. In: Freundeskreis SF Leipzig (Hrsg.): Geschichten von Phönix und Sperling. FKSFL 2002.
- Der Mann mit den toten Augen. In: Markus K. Korb (Hrsg.): Jenseits des Hauses Usher. Blitz-Verlag, 2002, ISBN 3-89840-852-3.
- Der Geist in der Maschine. In: Malte S. Sembten (Hrsg.): m@usetot – Furchtbar fiese Webgeschichten. Verlag Robert Richter, 2002, ISBN 3-932442-03-2.
- Jo. In: Christian von Aster, Liber Vampirorum - les enfants du sang, Midas Publishing 2002, ISBN 3-935901-99-2.
- Sneak Preview. In: Robsie Richter, Die Alptraumfabrik - unheimliche Kinogeschichten, Verlag Robert Richter 2003, ISBN 3-932442-02-4.
- Judas. In: Christian von Aster (Hrsg.), Liber Vampirorum - last blood, Midas Publishing 2003, ISBN 3-937449-01-9.
- Heiligabend bei Manfred. In: Alisha Bionda & Michael Borlik, Der ewig dunkle Traum, Blitz-Verlag 2005, ISBN 3-89840-351-3.
- Im Monsterzoo. In: Christian von Aster, Liber Vampirorum - resurrected, Midas Publishing 2005, ISBN 3-937449-08-6.
- Ein ganz normaler Tag. In: Markus Kastenholz & Timo Kümmel: Nocturno 6, VirPriV-Verlag 2006, ISSN 1617-8475
- Das Bett und das Schwert. In: Oliver Palme & Boris Hillen & Stefan Nowak, Fotosynthesen, Pahino-Verlag 2006, ISBN 3-938462-02-7.
- Wie mein Papa die Welt zum zweiten Mal rettete. In: Sven Kössler & Werner Placho, Liberate Me, Eloy Edictions 2006, ISBN 3-938411-10-4.
- Count Success. In: Walter Diociaiuti, Masters of Unreality, Eloy Edictions 2007, ISBN 978-3-938411-12-4.
- Die, die tote Herzen bricht. In: Alisha Bionda, Dark Ladies 1, Fabylon 2009, ISBN 978-3-927071-25-4.
- Endlich. In: Ilona Einwohlt, Lust. Liebe. Sex. 16 Stories, Beltz & Gelberg 2010, ISBN 978-3-407-74220-9.
- Die Skorpionfrau. In: Annie Bertram, Obsolete Angels – Zeitlose Engel, Ubooks 2011, ISBN 978-3-939239-04-8.
- Ein untrügliches Gefühl. In: Alisha Bionda & Tanya Carpenter, Chill & Thrill, Fabylon 2011, ISBN 978-3-927071-50-6.
- Einmal durchs Dorf und zurück. In: Bernhard Hennen, Tolkiens größte Helden – Wie die Hobbits die Welt eroberten, Heyne 2012, ISBN 978-3-453-31409-2.
- Fleischspenden. In: David Grashoff, Pascal Kamp, Hunger, Blitz 2012, ISBN 978-3-89840-348-1.
- Vor der Tür. In: Andreas Fieberg, Abschied von Bleiwenheim – In memoriam Hubert Katzmarz, p.machinery 2013, ISBN 978-3-942533-73-7.
- Das Ding aus dem Nebel. In: Uwe Voehl, Kingsport – Ein Reiseführer, Basilisk Verlag 2014, ISBN 978-3-935706-80-3.
- Keine sieben Tage. In: Sonja Rüther, Aus dunklen Federn, Briefgestöber 2014, ISBN 978-3-9815574-6-6.
- Die giftgrünen Glotzer und beinahe das Ende der Welt. In: Ann-Kathrin Karschnick & Diana Kinne (Hrsg.): Die kleinen Köche, UlrichBurger-Verlag 2015, ISBN 978-3-943378-77-1.
- Ein glücklicherer Ort. In: René Moreau, Heinz Wipperfürth & Olaf Kemmler (Hrsg.): Exodus 33, 9/2015, ISSN 1860-675X.
- Wünsche. In: Christian Walther (Hrsg.): Hinter den Lichtern, Beltz & Gelberg 2016, ISBN 978-3-407-82100-3.
- Im Haus des toten Clowns. In: Sonja Rüther (Hrsg.): Aus dunklen Federn 2, Briefgeflüster 2016, ISBN 978-3-9815574-7-3.
- Die Hexe und der Folterknecht. In: Sonja Rüther (Hrsg.): Aus dunklen Federn 2, Briefgeflüster 2016, ISBN 978-3-9815574-7-3.
- Der wilde Hannes. In: Christian von Aster (Hrsg.): Boschs Vermächtnis – Geschichten aus dem Garten der Lüste, Edition Roter Drache 2018, ISBN 978-3-946425-40-3.
- Krieg den Tauben. In: Christian Handel (Hrsg.): Von Fuchsgeistern und Wunderlampen, Drachenmond Verlag 2018, ISBN 978-3-95991-800-8.
- Der schwarze Hund. In: Holger Much & benSwerk (Hrsg.): Anderswelt, inkl. 37 Farbbilder, Edition Roter Drache 2018, ISBN 978-3-946425-57-1.
- 48. In: Markus Heitkamp, Isa Theobald (Hrsg.): Räubertochters Kinder, Edition Roter Drache 2020, ISBN 978-3-96815-008-6.

### Comicbeiträge
- Der Schlächter von Oakwood Manor. Zeichnungen & Farben Klaus Scherwinski. In: Horrorschocker 3. Weissblech Comics, Oktober 2004
Nachdruck In: Ungeheuer! 1, Weissblech Comics, Mai 2011, ISBN 978-3-86959-016-5.
- Seemannsgarn. Zeichnungen & Farben Klaus Scherwinski. In: Horrorschocker 9. Weissblech Comics, April 2006.
- Das Derby von Hadingen. Zeichnungen Klaus Scherwinski, Farbassistenz Andreas Gabriel. In: Horrorschocker 10. Weissblech Comics, Juni 2006.
Nachdruck In: Ungeheuer! 1. Weissblech Comics, Mai 2011.
Nachdruck In: Comix. 10/2011, JNK Verlag Jurgeit, Krismann & Nobst, Oktober 2011.
- Das Schwarzteeopfer. Vorzeichnungen Klaus Scherwinski, Bleistift & Farben Levin Kurio, Reinzeichnung Damir Hamidovic. In: Horrorschocker 14. Weissblech Comics, Juni 2006.

### Als Herausgeber
- Gothic: Dark Stories. Anthologie mit unheimlichen Geschichten. Gulliver / Beltz & Gelberg, 2009, ISBN 978-3-407-74120-2.
- Gothic: Darker Stories. Anthologie mit unheimlichen Geschichten. Gulliver / Beltz & Gelberg, 2010, ISBN 978-3-407-74205-6.

Ferner Veröffentlichungen von Kurzgeschichten oder Artikeln in diversen Magazinen wie Mephisto, Screem, Nightlife, daedalos, Andromeda, Menhir, Nocturno usw.